# فيلار دي هومو
بلدية فيلار دي هومو (بالإسبانية: Villar del Humo)‏، هي إحدى بلديات مقاطعة قونكة إحدى مقاطعات إسبانيا، و التي تقع في منطقة قشتالة لا منتشا وسط البلاد, و المائلة لجهة الشرق من إسبانيا.
يبلغ عدد سكانها 336 نسمة وفقاً لإحصائية سنة (2007).